# コルネリオ・サアベドラ・ロドリゲス

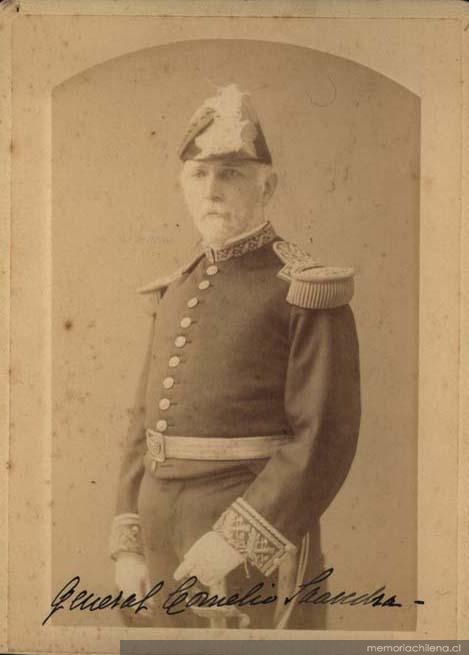
コルネリオ・サアベドラ・ロドリゲス

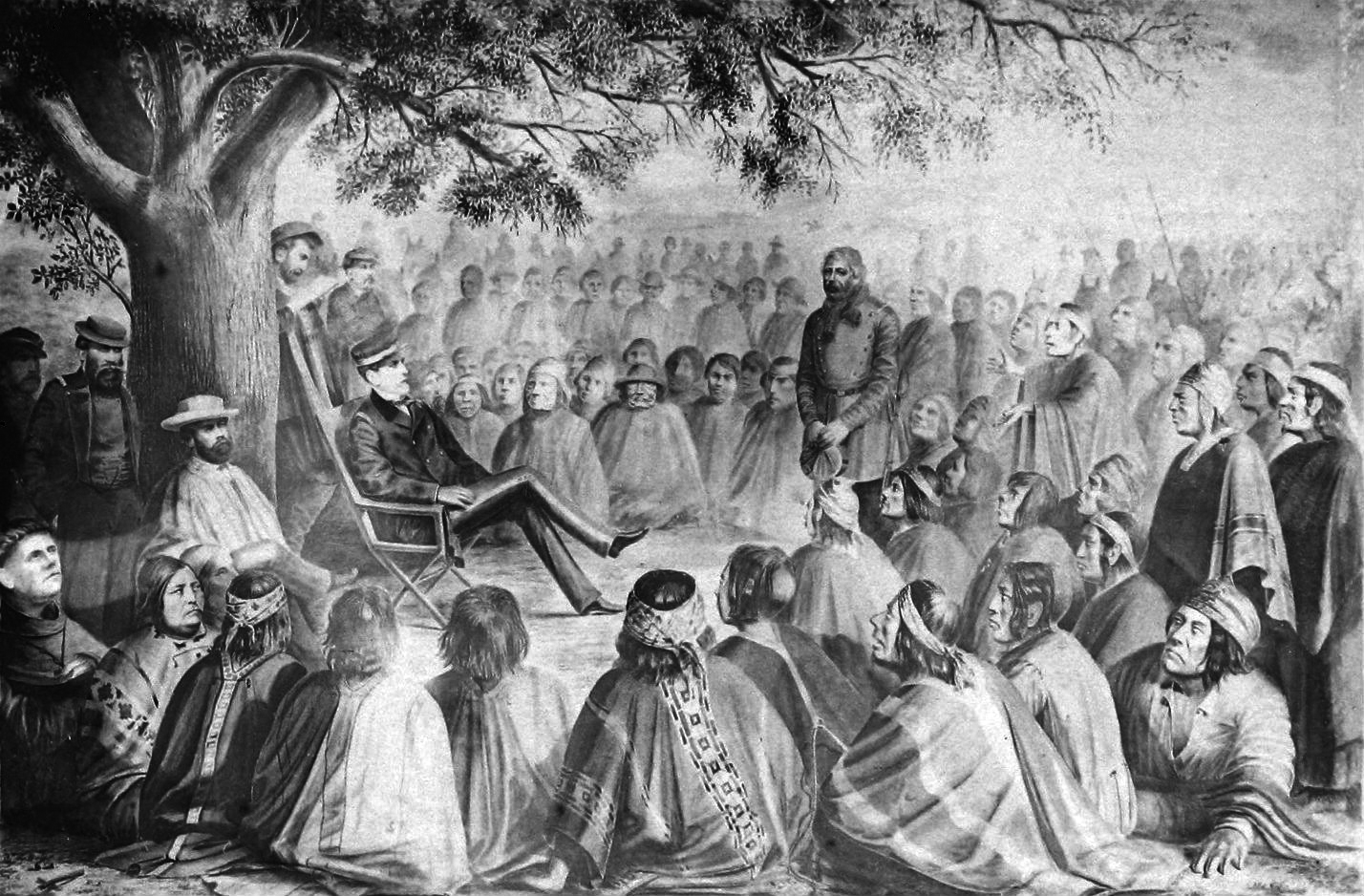
マプチェの首長たちとの交渉に当たるコルネリオ・サアベドラ・ロドリゲス

コルネリオ・サアベドラ・ロドリゲス（西: Cornelio Saavedra Rodríguez、1823年 - 1891年4月7日）は、チリの政治家、軍人。アラウカニア制圧作戦で主要な役割を担った人物である。

## 生涯
ロドリゲスは、アルゼンチンの将軍コルネリオ・サアベドラ（Cornelio Judas Tadeo Saavedra）の孫として、サンティアゴで生まれた。15歳でチリ陸軍に入隊し、1851年と1859年に勃発した反乱にも加わった。1860年には海軍の総指揮官に一旦は就任したが、同年に辞職した。後年、アラウカニア制圧作戦を立案し、初期には実際に陸軍を指揮した。